# Photis oligochaeta
Photis oligochaeta is een vlokreeftensoort uit de familie van de Photidae. De wetenschappelijke naam van de soort is voor het eerst geldig gepubliceerd in 1983 door Conlan.